# Hastífusz
A hastífusz (hasi hagymáz) fertőző betegség, amelyet a Salmonella typhi nevű baktérium okoz. A betegség nem tévesztendő össze a kiütéses tífusszal.

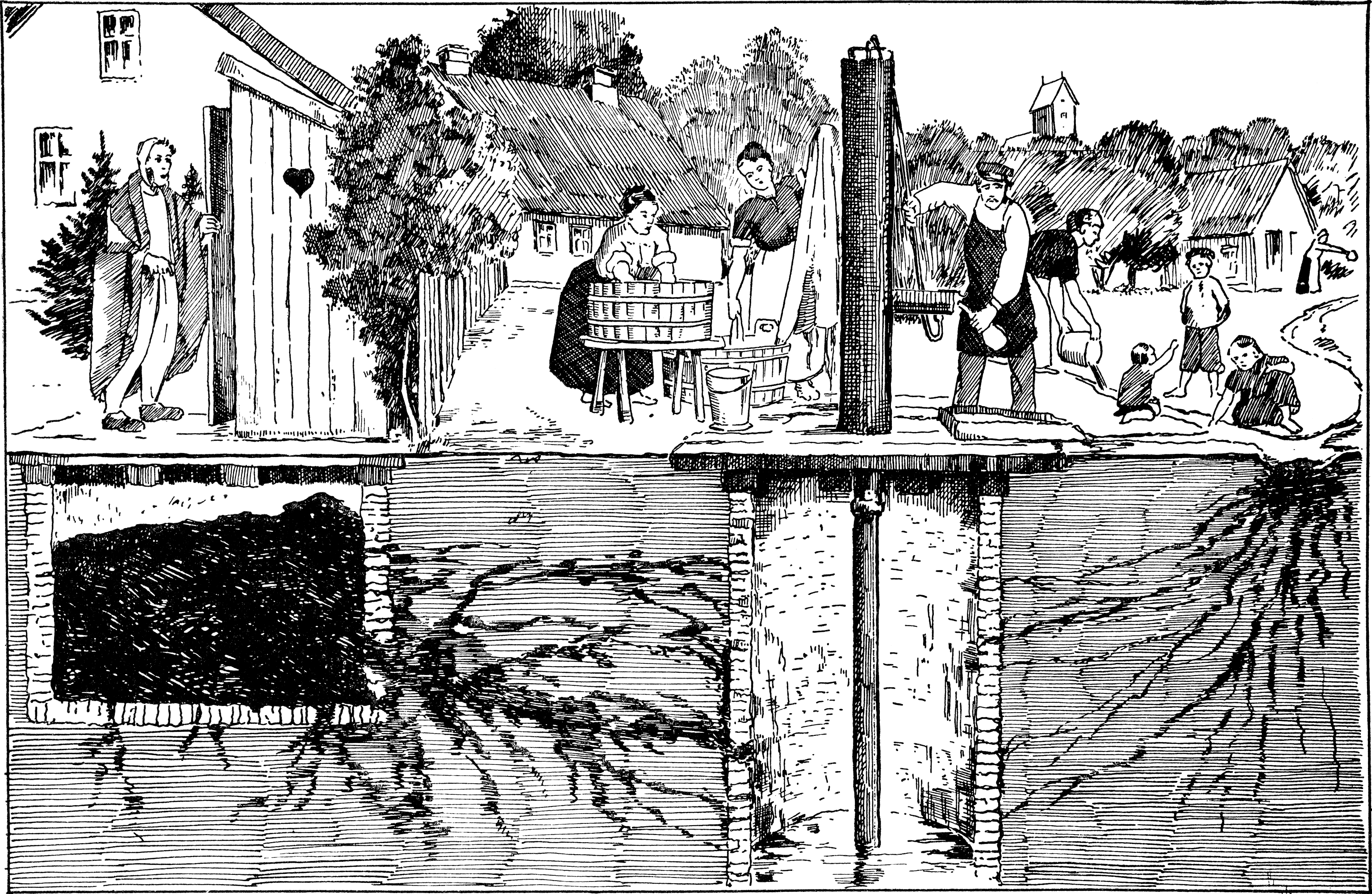
Illusztráció 1939-ből, mely bemutatja, hogyan kerülhet a baktérium az ivóvízbe

## A betegség kialakulása és lefolyása
A baktériumot széklettel szennyezett élelmiszer, tárgyak, mosatlan kéz közvetíti egyik emberről a másikra. Nem, vagy rosszul közművesített településeken, illetve háborúk, természeti katasztrófák idején szokott előfordulni. A fejlett országokban ma már ritka, de a fejlődő országokban előfordul, így az oda utazóknak erre fokozottan figyelniük kell. A fő előfordulási terület napjainkban is India és Nepál.
A baktériumok megtapadnak a vékonybél és a vastagbél nyirokcsomóiban, ahol fekélyt okozhatnak, és bekerülnek a véráramba is. A beteg belázasodik, pulzusszáma lecsökken, feje fáj, influenzaszerű tünetei vannak. Hasmenés is jelentkezhet, de nem mindig. A betegség előrehaladott szakaszában megjelennek a bélrendszeri szövődmények, károsul a szív és az idegrendszer.

## Megelőzése
A személyes higiénia és a közegészségügyi szabályok betartásával a fertőzés megelőzhető. Biztosítani kell, hogy az emberi széklet ne kerülhessen érintkezésbe élelmiszerrel vagy ivóvízzel. Az étel előkészítésekor, fogyasztásakor gondoskodni kell a tisztaságról. Fontos a gyakori kézmosás, különösen széklet és vizeletürítés után.
Van ellene védőoltás. Magyarországon jelenleg a baktérium tokanyagát tartalmazó (általában a felkarba, a bőr alá adott) oltás használatos, amely 3 éves védelmet biztosít. Hátránya, hogy 2 éves kor alatt nem biztosít megfelelő védelmet.
A védőoltást bármely háziorvosnál be lehet adatni, (2017 januárjában a TYPHIM Vi oltás ára 6118 forint volt).
Oltási reakcióként 1-2 napig tartó helyi fájdalom, bőrpír léphet fel.
A beoltás nem javasolt lázas, legyengült állapotban. Várandós kismamáknak csak akkor javallott, ha nagy fertőzésveszély miatt feltétlenül szükséges.

## Gyógyítása
A tífuszban megbetegedők több, mint 99%-a gyógyítható az azonnal alkalmazott antibiotikum kezeléssel, ellenben a lábadozás több hónapig tarthat.
Kezelésre világszerte a klóramfenikol nevű antibiotikumot használják, de a kórokozó ellenálló képessége megnőtt, így egyéb antibiotikum fajtákat is alkalmaznak (pl. trimetoprim-szulfametoxazol vagy ciprofloxacin).
A betegséget hordozó személyek baktérium ürítése többségében megszüntethető 4-6 hétig tartó antibiotikum-kezeléssel.